# 天地会
天地会（てんちかい、中:天地会、ピンイン:Tiāndìhuì、Tiandihui、Tian Di AssociationあるいはHeaven and Earth Society。欧米圏ではChinese Freemasons、又はFreemasons）は明末清初に民間で結成された秘密結社。これは対外には天地会と呼び、内部では洪門（洪門.HUNGMUN）と呼ぶ。中国で明朝末期から清朝初期に興った秘密結社。
民の相互救済組織はやがて“反清復明”《清朝「女真族/満人」異民族支配を倒し明朝「漢民族」を復活させる》を主旨へと変わってゆく。

## 天地会の別称
天地会の別称は時代や地方により異なり洪門と天地会は同一組織、三点会、三合会、添弟会、三河会、圏子会等など50種類以上の別称が確認されている。これらの別称は各地へ伝播していった際に、清朝を欺くために使われた名称である。

## 歴史

### 起源
天地会すなわち洪門の創立は、福建省漳州府漳浦県雲霄の高渓廟である。これは洪門伝承秘書にも記載されており、その信頼性は符合する。この高渓廟は、1761年（乾隆二十六年）万雲龍大師哥（洪棍）により正式に創立としており、清の康熙年間において天地会の五祖が結盟を結んだ場所とされ、そして房（五房）へ発展する。【洪門誕生の聖地】として1991年3月20日第三省級文物保護に認定されている。ネット上では、鄭成功（ていせいこう）が興したと論評するところもあるが、近年歴史家の研究などでこれに異論が多く出ている。そもそも洪門すなわち天地会に鄭成功の話は存在しない。鄭成功を掲げたのは哥老会（天地会と違う組織）である。

### 天地会の性質
～洪門の性質～
天地会すなわち洪門は、民衆と親密な関係下にある。その性質は以下から垣間見ることができる。
●誓約の性質
■洪門すなわち天地会は、もっとも初期では宗教性をもとにしていた。その名を「天地会八卦教」といい、宗教形式が基本要素に含まれている。例えば、「神話」「伝説」「宗教信仰」「思想信仰」「出家的な要素」さらには、「日常生活の模範」「規律」「礼節」。また、説くは「人生の未来目標」や「厳かな入会儀式」にその宗教的性質があることが分かる。
●集団の性質
「互助集団」
互助集団：天地会の人員はもともと社会の下層人士あるいは苦力（クーリー）である。農民が組織的に創った互助集団。初期は力はなく小さな集まりだったが、地方の強欲な政府官人によって極貧の生活を強いられていた人々が、それへ対抗するために集団化していった。つまり当初は明確な「反清復明」の主旨よりも、成長に連れて変化したと言える。これが洪門源流の天地会である。
「起義（革命）集団へ」
起義（きぎ）集団：天地会即ち洪門は、四川や長江流域にいた別の幇会「哥老会」（または袍哥会）に対し共闘の申し出をする。これを同会は受け入れ、やがて明朝（漢民族）を復興させようとする革命集団へ変換していく。この頃の主旨は明確に「反清復明」であり、北方から侵略してきた満人を倒し再び漢人の国を復興させるのが目的。

### 天地会の基本的職位
正統系統の天地会すなわち洪門、正確な名称は、「洪門天地会」長房の組織内部の職位について、天地会の組織には棍（こん）、扇（さん）、鞋（がい）この三つの職位である。これを三花（さんか）三つの花と例えられている。
●洪棍（426十二底）
「洪棍」（ほんこん）は元帥（げんすい）である。または炉主、総理、洪門最高階級の統帥にあたる。頭上の龍眼双花が印である。 白扇に対し指示する。全組織の総体的な主導権・指示権を持ち、目標指針の決定や議会の開催、監査あるいは視察等の権力がある。中華民国の国父である孫文はこの職位にあたる。
この職位により漢民族の起義（革命）、清国からの解放活動やその資金の調達が可能となり後々の辛亥革命に繋がった。のちの中華民国国父 孫文は1904年に鐘木賢の紹介を受け、アメリカホノルルの洪門客家団体の國安會に入会し、「洪棍」の職位を授かる。そして洪門源流の天地会系統からの絶大な協力や扶助を受ける。
●白扇（415十底）
「白扇」（ぱいさん）は文職軍師である。宰相、書房職も関連する。頭上の牡丹花が印である。 白扇は能力者である事が必要。何故なら白扇は財政的な管理や、兄弟らの管理、知的で聡明であり、洪門五房配下の山頭に貢献できる人物。管轄下には「草鞋/432」が控える。
一般的に白扇は一般会員の関知はしない。会員らに問題等が発生した際には会員らが「草鞋/432」に報告を上げ、草鞋が対応しきれない場合は白扇に指示を仰ぎ、その処理方法を受け対処する。
白扇は有言実行であり書房職により規律規則の一切を伝承する重要な立場にある。 白扇に対する認識は、一つの組織。例えば一つの山頭や山主の階級がこれにあたる。
それぞれの山頭や山主は与えられた地区や区分を統括し、決められた総体的な目標達成に向け運営権限を持つ。 ただし、この職位は「洪棍」にはなれない。
●草鞋（432九底）
「草鞋」（そうがい）は文武職である。将軍職も関連しており管轄は旗下の会員らである。ならびに組織任務に従事する。 草鞋は、見識があるほかに会員からも尊重される人物。人望が厚く尚且つ胆力が必要であり決して自分勝手や私利私欲、強権強欲であってはいけない自己に対し戒めができる人物。
配下に部下が付き日常の小事は自己判断で処理し、大事の場合は上層幹部の「白扇」に報告し指示をうかがう。 なお、この職位は「洪棍」になれる。
●四九（49四九底）
「四九」（しく）と呼ぶ。これは一般会員を指し草鞋の指示を受け、行政関連やその他の業務に従事する。
●香主（489二十一底）
「香主」（こうしゅ）と呼ぶ。洪門の儀式の一切を取り仕切る職位である。白扇は香主（489）までしか昇級はできない。つまり、洪棍（426）にはなれない。香主は洪棍が適任者を選任でき、洪門伝統規定として香主の職は一人にのみに伝承されていく。489は21底、洪字を代表する。 崇高な修行者であり、洪門の発展に務めるが職責である。ただし、山頭・堂には越権して干渉してはならない。 草鞋は、将軍・武将の職位であるため洪棍に職位昇級ができる。

なお、洪門/天地会の昇級職位制度においては、以上三花（さんか）の職位・四九・香主は兄弟らの推薦（公推公挙/満場一致の可決）により、申請後洪門の各五大房（五祖堂⋯青蓮堂、洪順堂、家后堂、参太堂、宏化堂）により承認を受けたのちその職に就く。 なお、これらの重要職位においてその継承はその職位に就くときに初めて教授される。つまり、その職位に就いた者だけがさらなる具体的な内容や活動を知り、ほかの職位の者は知ることは出来ない。

## 現在の天地会（日本）
天地会と洪門（ほんめん）は、両者同一組織である。日本においてほかに洪門を掲げた組織があるものの、洪門天地會青蓮堂日本總會（英語表記 Japan Lotus Chinese Freemasons , JLCF）が、洪門五房（五祖）の伝統を受け継いでおり、その長房の役割を果たしている。また、日本でのアジアフリーメーソン、チャイニーズフリーメーソンの名称もすべて洪門である。